# آشپزی ترکیه

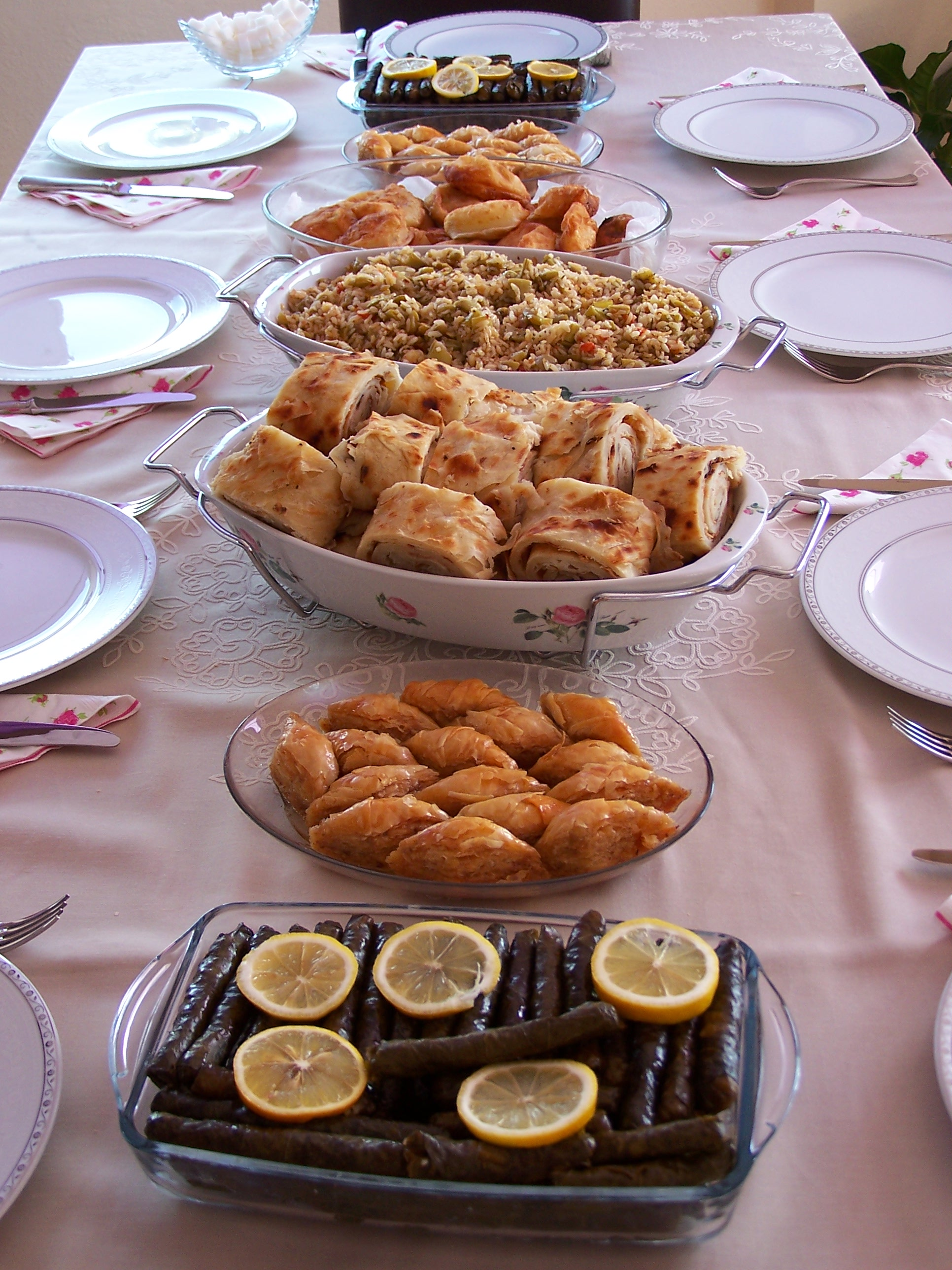
غذاهای ترکیه

آشپزی ترکیه به‌طور عمده میراث آشپزی عثمانی همراه با ترکیبی از آشپزی آسیای میانه، خاورمیانه و بالکان است. آشپزی ترکیه نیز بر آشپزی این مناطق و مناطق همجوار و حتی آشپزی اروپای غربی تأثیرگذار بوده‌است. عثمانی‌ها رسوم و آشپزی مناطق تحت سلطه خود در خاورمیانه را با عناصر محلی آسیای میانه درآمیختند و در واقع آشپزی سرشار از سلیقه و فن به‌وجود آوردند. از همین جهت مناطق مختلف تحت تسلط امپراتوری عثمانی گلچینی از غذاهای دوران عثمانی را در آشپزی امروزی خود دارند.
غذاهای مخصوص و مرسوم در منطقه از ترکیه متفاوت است، در آشپزی شمال ترکیه، حاشیه دریای سیاه، بیشتر شامل ماهی و غلات است. جنوب ترکیه (آدانا و غازی عینتاب و اورفا)، به دلیل کباب، مزه و غذاها و شیرینیهایی مانند باقلوا و کادایف که با خمیر درست می‌شوند مشهور است. ویژگی آشپزی مناطق غربی ترکیه، جایی که درختان زیتون به وفور یافت می‌شود، استفاده فراوان از روغن زیتون است. آشپزی مردمان سواحل اژه، مدیترانه و مرمره متأثر از آشپزی مدیترانه‌ای است و سرشار از سبزی و ماهی می‌باشد. مناطق مرکزی آناطولی نیز با شیرینی کشکک، مانتی و گوزلمه در آشپزی معروفند..

## نگارخانه

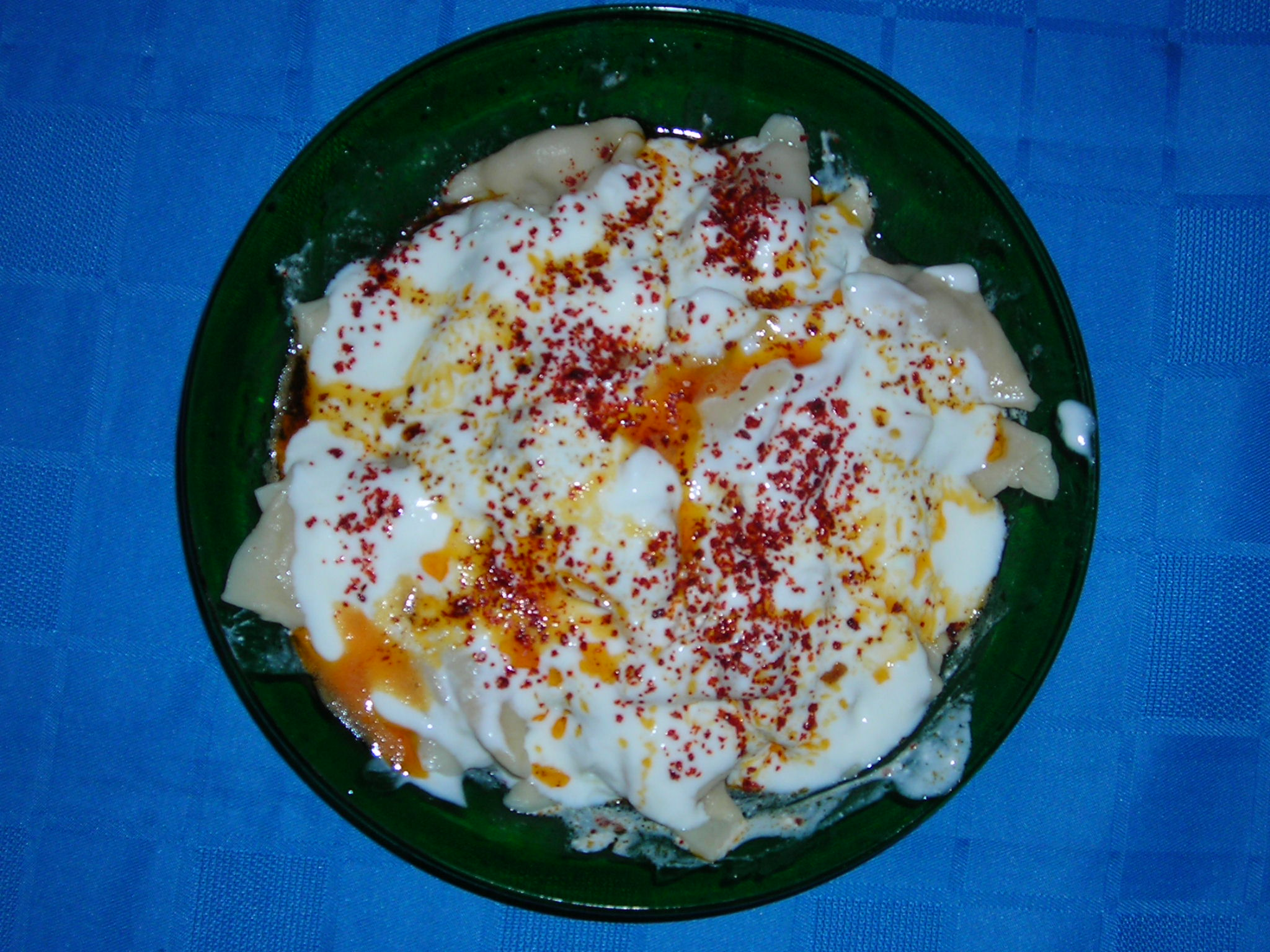
مانتی
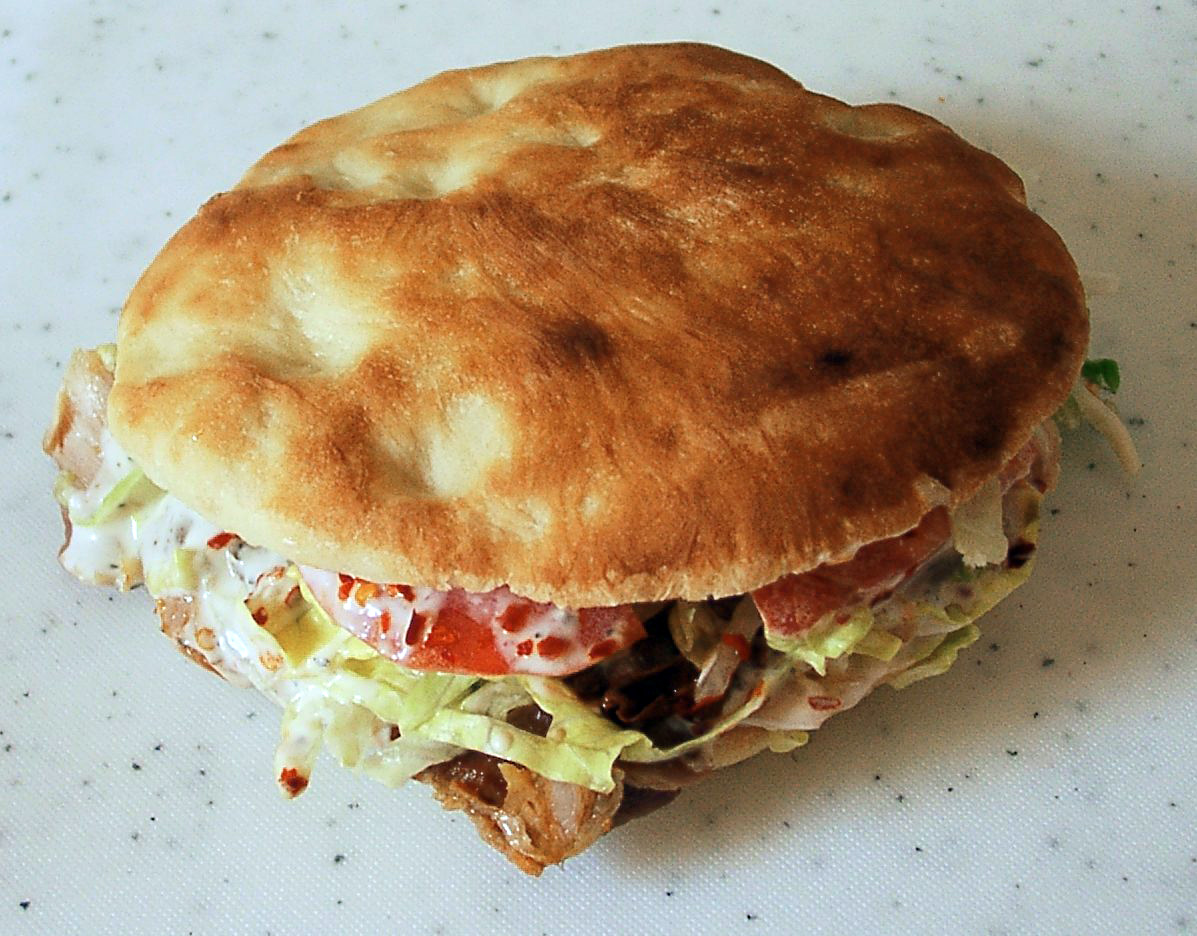
دونرکباب با پیده
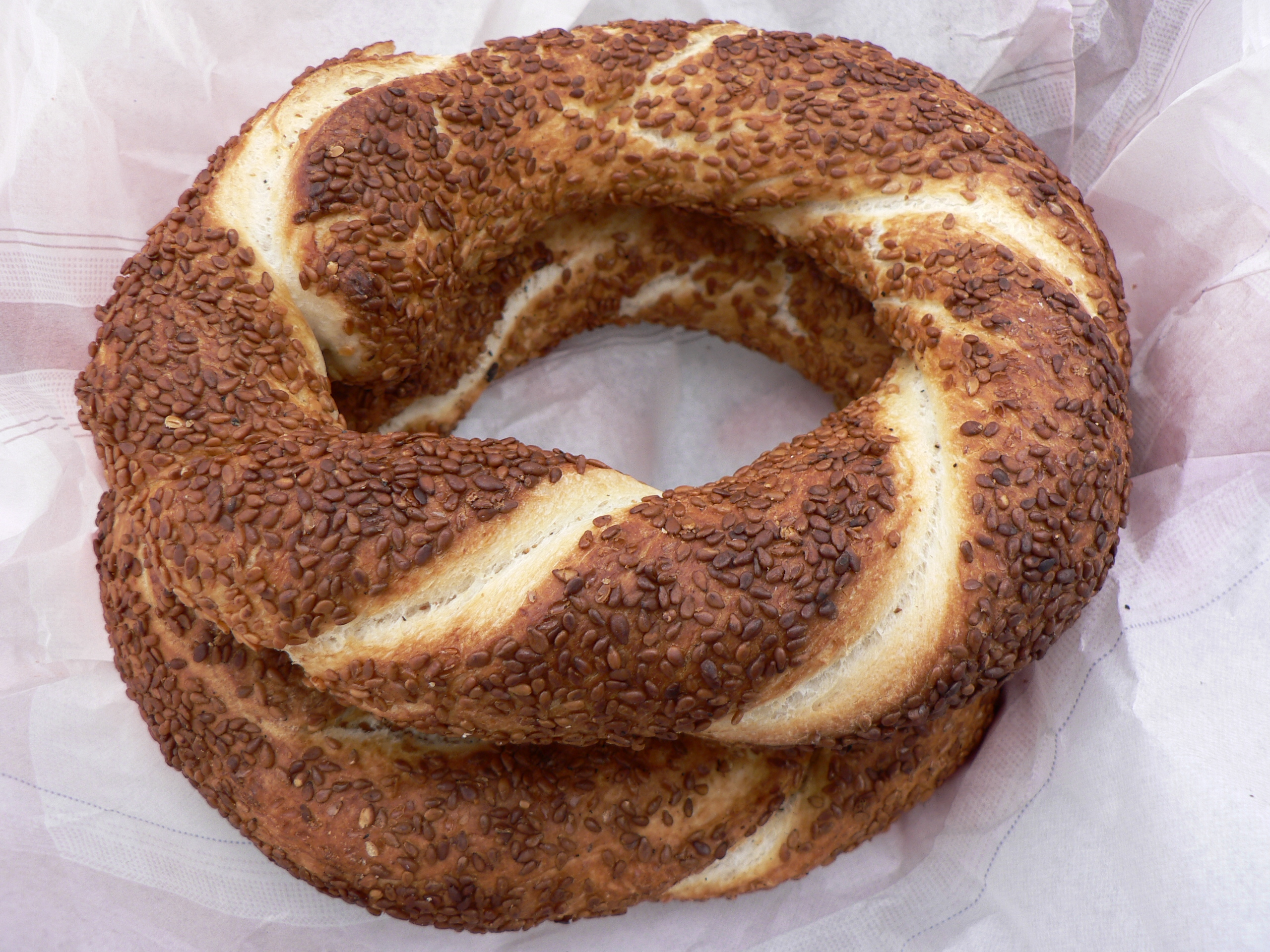
نان سیمیت
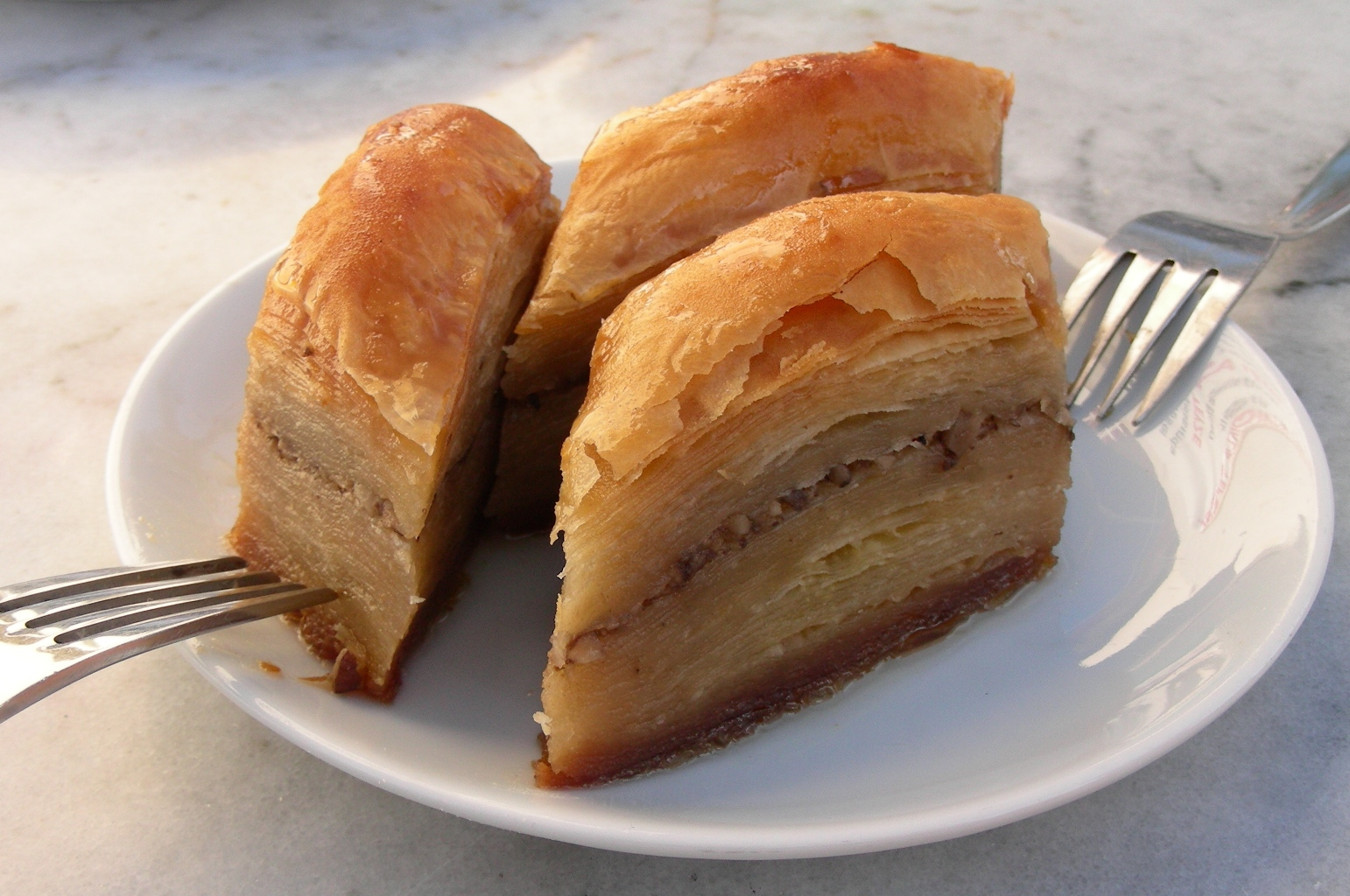
باقلوا
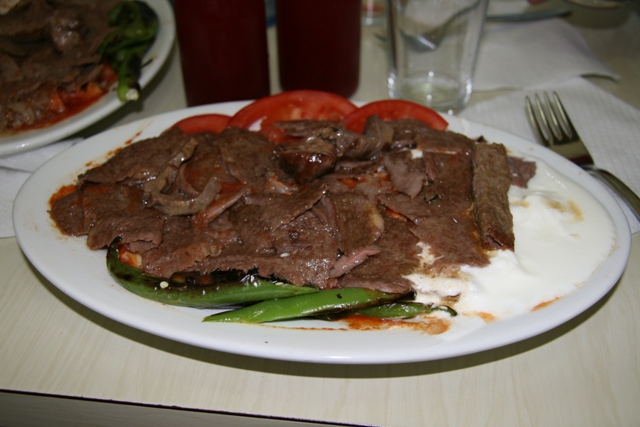
اسکندر کباب
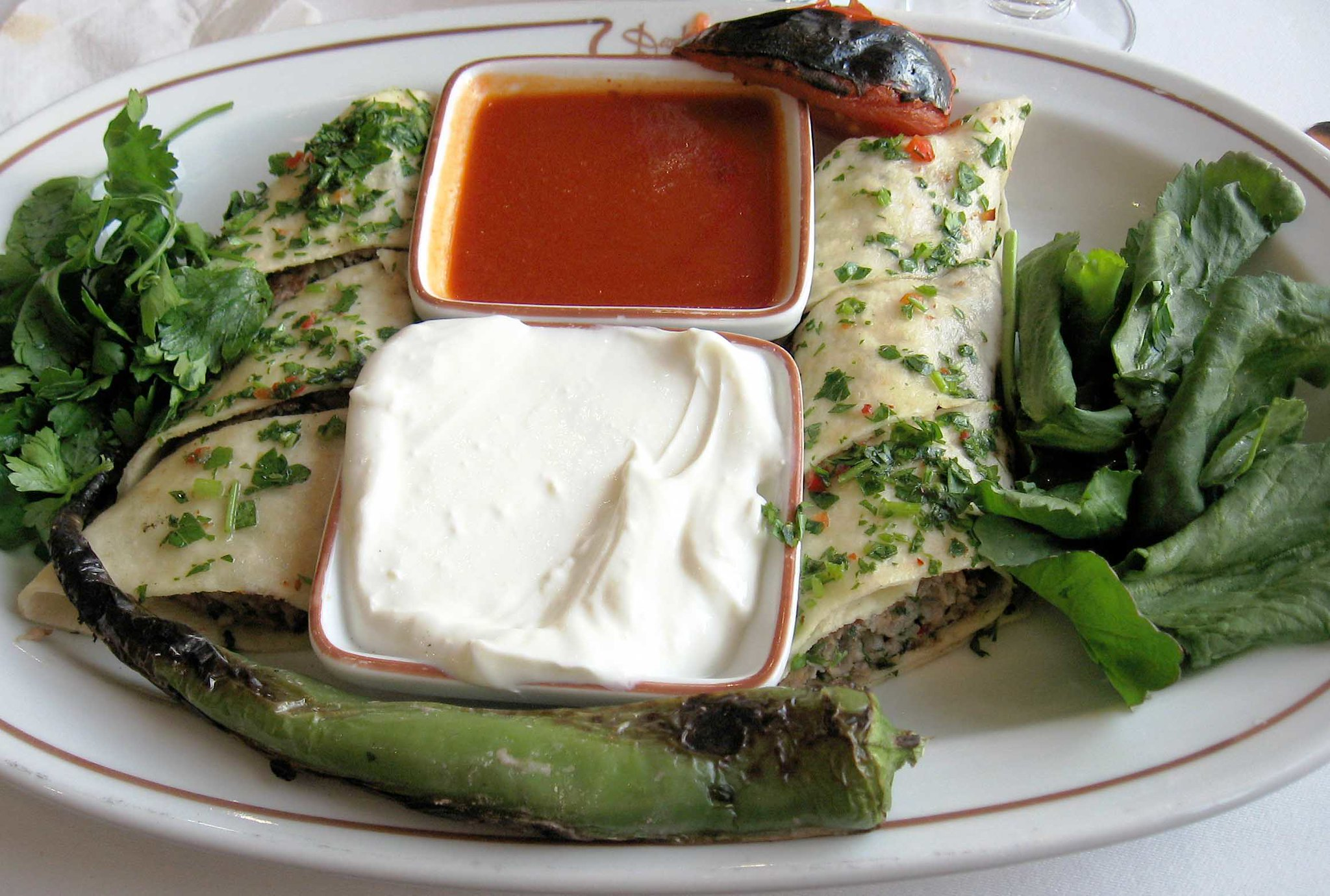
کباب بیتی

1. ↑  http://en.wikipedia.org/wiki/Turkish_cuisine